# St. Blasius (Zuchering)

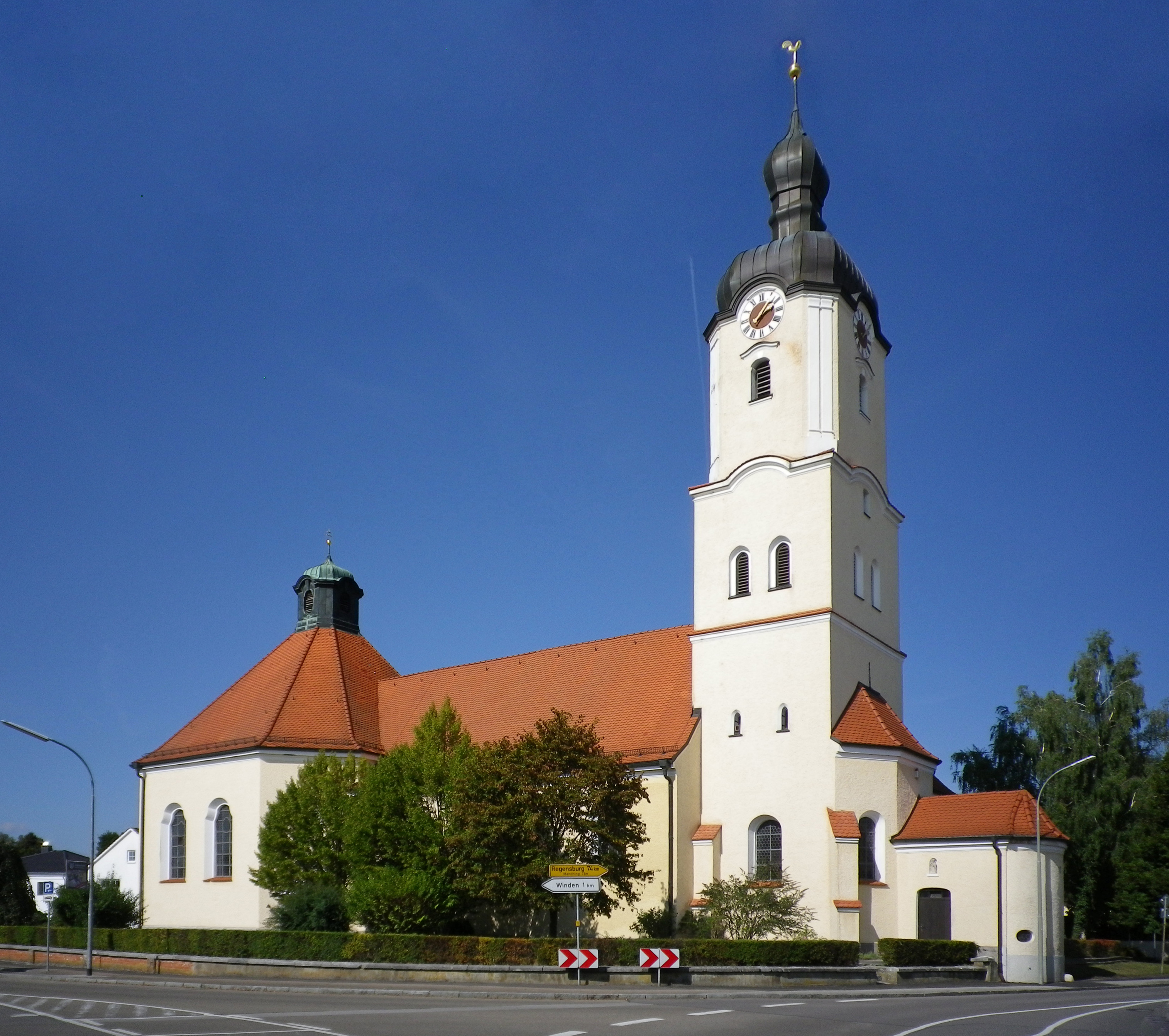
St. Blasius in Zuchering

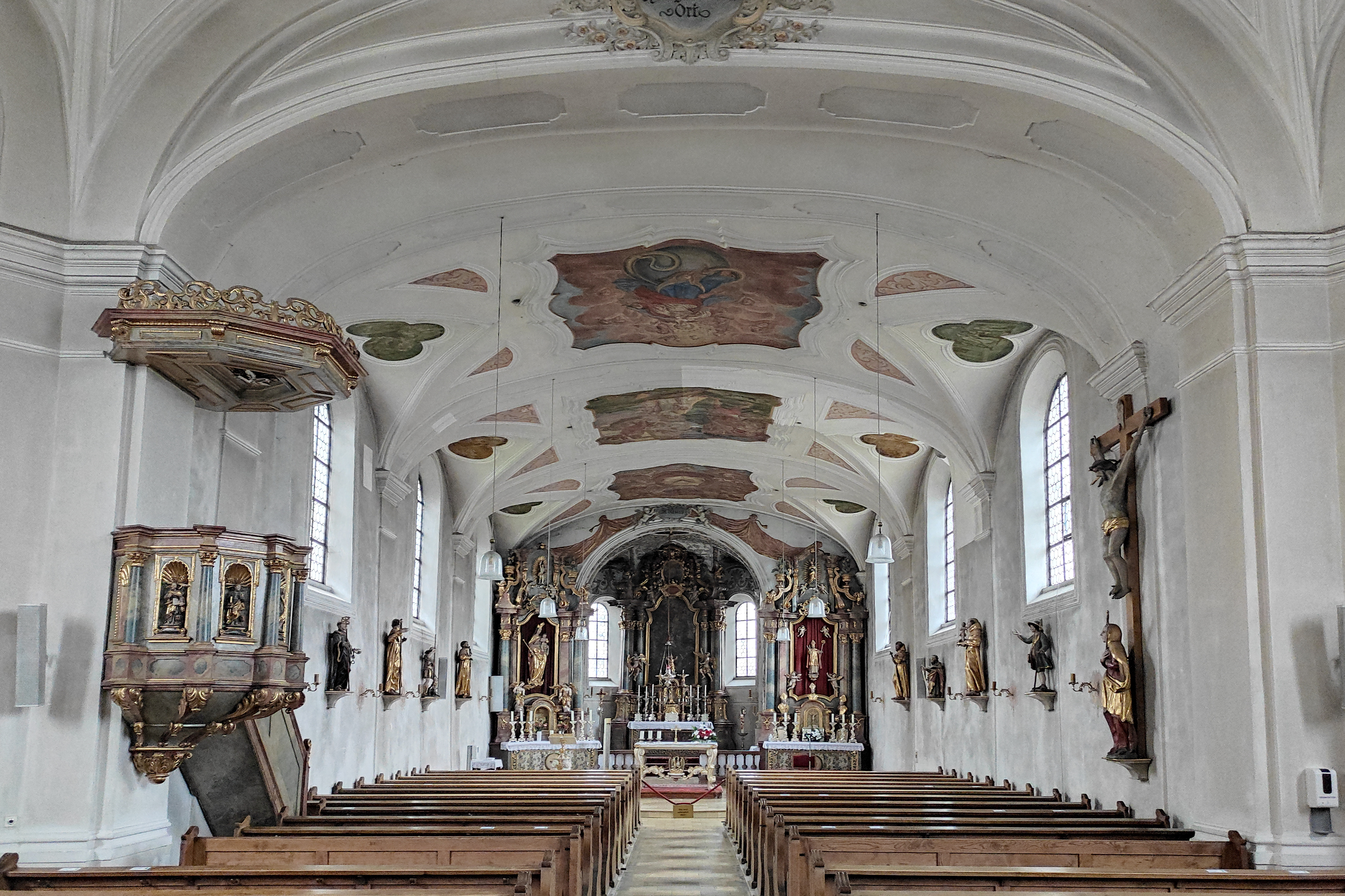
Innenraum

Die römisch-katholische Pfarrkirche St. Blasius steht in Zuchering, das als Unterbezirk zu Ingolstadt Süd gehört. Sie ist in der Liste der Baudenkmäler in Ingolstadt unter der Nummer D-1-61-000-604 eingetragen. Die Kirche gehört zum Dekanat Pfaffenhofen im Bistum Augsburg.

## Beschreibung
Die mittelalterliche Saalkirche wurde 1717 barock erweitert. Sie besteht aus dem Langhaus und dem Chorturm mit Glockenhaube im Osten. An die Nordwand des Turms ist die Sakristei und an die Ostwand eine Kapelle mit halbrunder Apsis angebaut. Im obersten Turmgeschoss hängen drei Glocken des Bochumer Vereins mit den Schlagtönen dis1, fis1, a1. Über den Schallöffnungen sind in die Haube hineinragend die Zifferblätter der Turmuhr angebracht. Das Langhaus wurde 1914 nach Westen um einen oktogonalen, neobarocken Zentralbau mit einem von einer Laterne bekrönten Zeltdach verlängert.
Das Langhaus und der Chor im Erdgeschoss des Chorturms sind mit Stichkappengewölben überspannt. Die Fresken im Langhaus und im Chor werden Melchior Buchner zugeschrieben. Auf dem Hochaltar im Chor sind die Vierzehn Nothelfer dargestellt.